# Kolonialgeschichte der Sahara-Westküste
Die Kolonialgeschichte der Sahara-Westküste umfasst die europäischen Kontakte mit der westafrikanischen Küste der heutigen Länder Westsahara und Mauretanien zwischen dem 15. und 20. Jahrhundert.

## Portugal und Spanien
Aus Verdruss über die Herrschaft der Almoraviden in Spanien im 11. und 12. Jahrhundert scheint es wenig Kontakt in dieser Zeit zwischen Mauretanien und Europa gegeben zu haben.
Der gastunfreundliche Küstenstreifen Mauretaniens entmutigte weiterhin Reisende, bis die Portugiesen ihre afrikanischen Erforschungen im 15. Jahrhundert begannen. Angelockt von Legenden über große Reichtümer der inneren westafrikanischen Königreiche bauten die Portugiesen 1455 eine Handelsburg bei Arguin im Südosten von Kap Blanc (Ras Nouadhibou). Der König von Portugal hielt ebenfalls einen Handelsposten bei Ouadane in Adrar aufrecht, mit der Absicht, das Gold umzuleiten, das nach Norden in Karawanen transportiert wurde. Wegen des geringen Erfolgs ihrer Suche nach Gold passten sich die Portugiesen schnell an und ließen sich auf den Sklavenhandel ein. Im 15. Jahrhundert wurden ca. 1000 Sklaven pro Jahr von Arguin nach Europa und zu den portugiesischen Zuckerplantagen auf der Insel São Tomé im Golf von Guinea exportiert. Mit der Einheit der portugiesischen und spanischen Kronen im Jahre 1580 hatten die Spanier den größten Einfluss entlang der Küste.

## Niederlande
Im Jahre 1638 wurden sie von den Niederländern abgelöst, die als erste den Handel mit Gummi Arabicum entdeckten und sich zunutze zu machen wussten. Gummi Arabicum, ein Produkt, das aus den Akazienbäume in Trarza und in Brakna gewonnen und in Drucktextilien benutzt wurde, wurde für besser gehalten als jenes aus Arabien.

## Brandenburg-Preußen
Von 1685 bis 1721 bestand auf der westafrikanischen Insel Arguin ein kleiner Kolonialstützpunkt der Brandenburgisch-Afrikanischen Compagnie.

## Frankreich und Großbritannien
1678 hatten die Franzosen die Niederländer verjagt und eine dauerhafte Handelskolonie in Saint-Louis an der Mündung des Senegalflusses errichtet, wo die französischen Gesellschaften Senegals mehr als 50 Jahre Handel trieben.
Die Mauren, Verhandlungspartner der Europäer, sahen in den dauerhaften Rivalitäten zwischen den europäischen Mächten ein Schwächezeichen und lernten schnell die Vorteile auszunutzen, eine Macht gegen die andere auszuspielen. Zum Beispiel vergaben sie zu gleicher Zeit den Franzosen und den Niederländern Monopole. Die Mauren wussten ebenfalls aus den Europäern soviel Profit wie nur möglich zu ziehen, sodass die Franzosen in den Verhandlungen mit dem Amir von Trarza um ein Handelsmonopol auf das Gummi Arabicum, diesem im Austausch eine beträchtliche Anzahl von Geschenken gaben. So begann der Brauch jährlicher Zahlungen an den Mauren, um Angelegenheiten mit einer Regierung oder einer Gesellschaft zu regeln. Im Jahre 1763 hatte England den Einfluss Frankreichs aus der Küste Westafrikas neutralisiert. Frankreich bekam die Kontrolle erst nach der Konferenz von Wien 1815 zurück, bei der die französische Hoheit an der Küste Westafrikas vom Cap Blanc bis Senegal anerkannt wurde.
Francisco Quiroga stellte „die fast wilde Unabhängigkeit“ dieser Bevölkerungen und ihre Ablehnung jeder Autorität fest, insbesondere jener des marokkanischen Sultans; er berichtete, dass die Mauren ihm sehr oft gesagt hätten, dass „der Araber der Wüste keine anderen Herren als Allah und Mohammed kennt“.